# 京都郡
- 令制国一覧 > 西海道 > 豊前国 > 京都郡
- 日本 > 九州地方 > 福岡県 > 京都郡

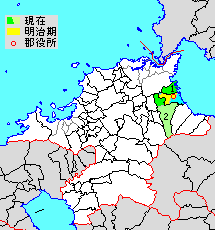
福岡県京都郡の位置（1.苅田町 2.みやこ町）

京都郡（みやこぐん）は、福岡県（豊前国）の郡。
人口55,129人、面積200.92km²、人口密度274人/km²。（2025年2月1日、推計人口）
以下の2町を含む。
- 苅田町（かんだまち）
- みやこ町（みやこまち）

## 郡域
1878年（明治11年）に行政区画として発足した当時の郡域は、下記の区域にあたる。
- 行橋市の一部（矢山・千仏を除く概ね東大橋、大橋、中央、門樋町、神田町、西宮市、下検地、上検地、中川、下稗田、大谷より北西[1]）
- 苅田町の全域
- みやこ町の一部（勝山各町）

## 歴史
景行天皇の時代、熊襲が背いたため征伐すべく、天皇自ら西に下って筑紫（九州）に入り、豊前国長峡（ながお）県に行宮（かりみや）を設けた。そこから京（みやこ）と呼ばれるようになった。
北九州市・行橋市・築上郡との関係が非常に深い。この地域はかつて豊前国の中心地で、国府跡がみやこ町（旧豊津町）で発見されている。近代に入ってからも筑豊炭田からの石炭の積み出しのために仲哀トンネルや苅田港が設けられた。現在も苅田町を中心に北九州工業地帯の一部を成している。行橋市と京都郡を合わせて京都地域（行橋・京都地域）と呼ばれる。またその京都地域と豊築地域（豊前市と築上郡）を合わせて京築とも呼ぶ。

### 近世以降の沿革
- 明治初年時点では全域が豊前小倉藩領であった。「旧高旧領取調帳」に記載されている明治初年時点での村は以下の通り。（73村）

新町村、上野村、下田村、菩提村、御手水村、図師村、上久保村、中久保村、飛松村、下久保村、平尾村、津積村、西谷村、大谷村、上稗田村、下稗田村、前田村、中川村、上検地村、下検地村、上黒田村、中黒田村、下黒田村、上田村、箕田村、長川村、宮原村、浦河内村、矢山村、岩熊村、池田村、入覚村、高来村、福丸村、徳永村、須磨園村、常松村、延永村、行事村、草野村、下津熊村、中津熊村、長音寺村、上津熊村、吉国村、二塚村、長木村、下崎村、長尾村、鋤崎村、黒添村、法正寺村、谷村、山口村、雨窪村、苅田村、浜町村、提村、光国村、馬場村、南原村、集村、尾倉村、与原村、下新津村、新津村、上片島村、下片島村、岡崎村、葛川村、稲光村、松山村、二崎村
- 慶応3年3月（1867年4月） - 長州戦争により小倉藩が移転して香春藩となる。
- 明治2年12月24日（1870年1月25日） - 香春藩が移転して豊津藩となる。
- 明治4年
  - 7月14日（1871年8月29日） - 廃藩置県により豊津県の管轄となる。
  - 11月14日（1871年12月25日） - 第1次府県統合により小倉県の管轄となる。
- 明治9年（1876年）4月18日 - 第2次府県統合により福岡県の管轄となる。
- 明治11年（1878年）11月1日 - 郡区町村編制法の福岡県での施行により、行政区画としての京都郡が発足。「京都仲津郡役所」が行事村に設置され、仲津郡とともに管轄。
- 明治20年（1887年）（64村）
  - 新町村・上野村・下田村・菩提村・御手水村・飛松村が合併して松田村となる。
  - 図師村・上久保村・中久保村・下久保村・平尾村が合併して大久保村となる。

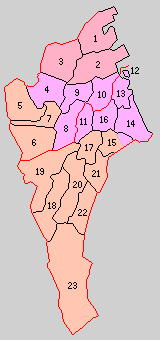
1.苅田村 2.小波瀬村 3.白川村 4.椿市村 5.諫山村 6.久保村 7.黒田村 8.稗田村 9.延永村 10.行橋町 11.今川村 12.蓑島村 13.今元村 14.仲津村 15.祓郷村 16.泉村 17.豊津村 18.南犀川村 19.西犀川村 20.東犀川村 21.節丸村 22.城井村 23.伊良原村（桃：行橋市 赤：苅田町 橙：みやこ町）

### 町村制以降の沿革
- 明治22年（1889年）4月1日 - 町村制の施行により、以下の町村が発足。（1町9村） 
  - 苅田村 ← 雨窪村、松山村、苅田村、提村、光国村、浜町村、馬場村、南原村、集村、尾倉村（現・苅田町）
  - 小波瀬村 ← 与原村、新津村、下片島村、上片島村、岡崎村、下新津村、二崎村（現・苅田町）
  - 白川村 ← 稲光村、葛川村、鋤崎村、黒添村、法正寺村、谷村、山口村（現・苅田町）
  - 椿市村 ← 徳永村、須磨園村、常松村、福丸村、高来村、入覚村、下崎村、長尾村、企救郡矢山村［別所・大行事地区］（現・行橋市）
  - 諫山村 ← 池田村、岩熊村、矢山村、浦河内村、宮原村、長川村（現・みやこ町）
  - 久保村 ← 松田村、大久保村（現・みやこ町）
  - 黒田村 ← 箕田村、上田村、上黒田村、中黒田村、下黒田村（現・みやこ町）
  - 稗田村 ← 津積村、西谷村、大谷村、上稗田村、下稗田村、前田村、中川村、上検地村、下検地村（現・行橋市）
  - 延永村 ← 長木村、二塚村、延永村、吉国村、下津熊村、中津熊村、上津熊村、長音寺村、草野村（現・行橋市）
  - 行橋町 ← 行事村、仲津郡宮市村、大橋村（現・行橋市）
- 明治29年（1896年）
  - 4月1日 - 郡制の施行のため、「京都仲津郡役所」の管轄区域をもって、改めて京都郡が発足。今川村・蓑島村・今元村・仲津村・祓郷村・泉村・豊津村・南犀川村・西犀川村・東犀川村・節丸村・城井村・伊良原村が本郡の所属となる。（1町22村）
  - 7月1日 - 郡制を施行。
- 明治38年（1905年）2月1日 - 南犀川村・西犀川村・東犀川村が合併して犀川村が発足。（1町20村）
- 大正12年（1923年）4月1日 - 郡会が廃止。郡役所は存続。
- 大正13年（1924年）8月1日 - 苅田村が町制施行して苅田町となる。（2町19村）
- 大正15年（1926年）7月1日 - 郡役所が廃止。以降は地域区分名称となる。
- 昭和10年（1935年）時点での当郡の面積は262.03平方km、人口は64,358人（男31,479人・女32,879人）[6]。
- 昭和17年（1942年）7月1日 - 「京都地方事務所」が行橋町に置かれ、京都郡と企救郡の全域を管轄する。
- 昭和18年（1943年）
  - 2月11日 - 犀川村が町制施行して犀川町となる。（3町18村）
  - 4月1日 - 豊津村・節丸村が合併し、改めて豊津村が発足。（3町17村）
- 昭和29年（1954年）10月10日 - 行橋町・蓑島村・今元村・仲津村・泉村・今川村・稗田村・延永村・椿市村が合併して行橋市が発足し、郡より離脱。（2町9村）
- 昭和30年（1955年）
  - 1月1日 - 苅田町・小波瀬村・白川村が合併し、改めて苅田町が発足。（2町7村）
  - 3月1日（4町2村）
    - 祓郷村の一部（草場・袋追および徳永の一部）が行橋市に編入。
    - 豊津村および祓郷村の残部が合併して豊津町が発足。
    - 諫山村・久保村・黒田村が合併して勝山町が発足。
- 昭和31年（1956年）9月30日 - 城井村・伊良原村が犀川町に編入。（4町）
- 平成18年（2006年）3月20日 - 犀川町・勝山町・豊津町が合併してみやこ町が発足。（2町）

### 変遷表
| 明治22年以前 | 明治22年4月1日  | 明治22年 - 明治45年    | 明治22年 - 明治45年    | 大正元年 - 昭和19年   | 昭和20年 - 昭和29年     | 昭和30年 - 昭和64年                                                                | 平成元年 - 現在          | 現在     |
| ------------ | --------------- | ---------------------- | ---------------------- | --------------------- | ----------------------- | ---------------------------------------------------------------------------------- | ------------------------ | -------- |
|              | 苅田村          | 苅田村                 | 苅田村                 | 大正13年8月1日 町制   | 苅田町                  | 昭和30年1月1日 苅田町                                                              | 苅田町                   | 苅田町   |
|              | 小波瀬村        | 小波瀬村               | 小波瀬村               | 小波瀬村              | 小波瀬村                | 昭和30年1月1日 苅田町                                                              | 苅田町                   | 苅田町   |
|              | 白川村          | 白川村                 | 白川村                 | 白川村                | 白川村                  | 昭和30年1月1日 苅田町                                                              | 苅田町                   | 苅田町   |
|              | 行橋町          | 行橋町                 | 行橋町                 | 行橋町                | 昭和29年10月10日 行橋市 | 行橋市                                                                             | 行橋市                   | 行橋市   |
|              | 延永村          | 延永村                 | 延永村                 | 延永村                | 昭和29年10月10日 行橋市 | 行橋市                                                                             | 行橋市                   | 行橋市   |
|              | 椿市村          | 椿市村                 | 椿市村                 | 椿市村                | 昭和29年10月10日 行橋市 | 行橋市                                                                             | 行橋市                   | 行橋市   |
|              | 稗田村          | 稗田村                 | 稗田村                 | 稗田村                | 昭和29年10月10日 行橋市 | 行橋市                                                                             | 行橋市                   | 行橋市   |
|              | 仲津郡 今川村   | 明治29年2月26日 京都郡 | 明治29年2月26日 京都郡 | 今川村                | 昭和29年10月10日 行橋市 | 行橋市                                                                             | 行橋市                   | 行橋市   |
|              | 仲津郡 泉村     | 明治29年2月26日 京都郡 | 明治29年2月26日 京都郡 | 泉村                  | 昭和29年10月10日 行橋市 | 行橋市                                                                             | 行橋市                   | 行橋市   |
|              | 仲津郡 今元村   | 明治29年2月26日 京都郡 | 明治29年2月26日 京都郡 | 今元村                | 昭和29年10月10日 行橋市 | 行橋市                                                                             | 行橋市                   | 行橋市   |
|              | 仲津郡 仲津村   | 明治29年2月26日 京都郡 | 明治29年2月26日 京都郡 | 仲津村                | 昭和29年10月10日 行橋市 | 行橋市                                                                             | 行橋市                   | 行橋市   |
|              | 仲津郡 蓑島村   | 明治29年2月26日 京都郡 | 明治29年2月26日 京都郡 | 蓑島村                | 昭和29年10月10日 行橋市 | 行橋市                                                                             | 行橋市                   | 行橋市   |
|              | 仲津郡 祓郷村   | 明治29年2月26日 京都郡 | 明治29年2月26日 京都郡 | 祓郷村                | 祓郷村                  | 昭和30年3月1日 行橋市に編入 （草場・袋迫・徳永の一部）                             | 行橋市                   | 行橋市   |
|              | 仲津郡 祓郷村   | 明治29年2月26日 京都郡 | 明治29年2月26日 京都郡 | 祓郷村                | 祓郷村                  | 昭和30年3月1日 豊津町 （呰見・下原・綾野 田中・有久・国作 惣社・徳政・徳永の一部） | 平成18年3月20日 みやこ町 | みやこ町 |
|              | 仲津郡 豊津村   | 明治29年2月26日 京都郡 | 明治29年2月26日 京都郡 | 昭和18年4月1日 豊津村 | 豊津村                  | 昭和30年3月1日 豊津町                                                              | 平成18年3月20日 みやこ町 | みやこ町 |
|              | 仲津郡 節丸村   | 明治29年2月26日 京都郡 | 明治29年2月26日 京都郡 | 昭和18年4月1日 豊津村 | 豊津村                  | 昭和30年3月1日 豊津町                                                              | 平成18年3月20日 みやこ町 | みやこ町 |
|              | 仲津郡 東犀川村 | 明治29年2月26日 京都郡 | 明治37年1月1日 犀川村  | 昭和18年2月11日 町制  | 犀川町                  | 犀川町                                                                             | 平成18年3月20日 みやこ町 | みやこ町 |
|              | 仲津郡 西犀川村 | 明治29年2月26日 京都郡 | 明治37年1月1日 犀川村  | 昭和18年2月11日 町制  | 犀川町                  | 犀川町                                                                             | 平成18年3月20日 みやこ町 | みやこ町 |
|              | 仲津郡 南犀川村 | 明治29年2月26日 京都郡 | 明治37年1月1日 犀川村  | 昭和18年2月11日 町制  | 犀川町                  | 犀川町                                                                             | 平成18年3月20日 みやこ町 | みやこ町 |
|              | 仲津郡 城井村   | 明治29年2月26日 京都郡 | 明治29年2月26日 京都郡 | 城井村                | 城井村                  | 昭和31年9月30日 犀川町に編入                                                       | 平成18年3月20日 みやこ町 | みやこ町 |
|              | 仲津郡 伊良原村 | 明治29年2月26日 京都郡 | 明治29年2月26日 京都郡 | 伊良原村              | 伊良原村                | 昭和31年9月30日 犀川町に編入                                                       | 平成18年3月20日 みやこ町 | みやこ町 |
|              | 諫山村          | 諫山村                 | 諫山村                 | 諫山村                | 諫山村                  | 昭和30年3月1日 勝山町                                                              | 平成18年3月20日 みやこ町 | みやこ町 |
|              | 黒田村          | 黒田村                 | 黒田村                 | 黒田村                | 黒田村                  | 昭和30年3月1日 勝山町                                                              | 平成18年3月20日 みやこ町 | みやこ町 |
|              | 久保村          | 久保村                 | 久保村                 | 久保村                | 久保村                  | 昭和30年3月1日 勝山町                                                              | 平成18年3月20日 みやこ町 | みやこ町 |

## 行政
京都・仲津郡長
| 代 | 氏名 | 就任年月日                | 退任年月日                | 備考                               |
| -- | ---- | ------------------------- | ------------------------- | ---------------------------------- |
| 1  |      | 明治11年（1878年）11月1日 |                           |                                    |
|    |      |                           | 明治29年（1896年）3月31日 | 仲津郡との合併により旧・京都郡廃止 |

京都郡長
| 代 | 氏名 | 就任年月日               | 退任年月日                | 備考                   |
| -- | ---- | ------------------------ | ------------------------- | ---------------------- |
| 1  |      | 明治29年（1896年）4月1日 |                           |                        |
|    |      |                          | 大正15年（1926年）6月30日 | 郡役所廃止により、廃官 |

## 関連文献
- 『京都郡誌』京都郡、1919年。